# Il paradiso del Capitano Holland
Il paradiso del Capitano Holland (The Captain's Paradise) è un film del 1953 diretto da Anthony Kimmins.